# Потайна колона труб
Потайна колона труб (рос. потайная колонна труб; англ. secret casing, liner, нім. verlorener Rohrstrang m) — колона труб у свердловині, яка розташована або зроблена так, що її важко знайти, побачити. Відокремлена від інших. Інша назва — хвостовик.
Обсадна колона потайного типу — встановлюється у спеціальній системі підвіски у попередній обсадній колоні (внахлест на 20 — 50 м). Використовують лише за наявності складних інтервалів, необхідна для перекриття інтервалу ускладнень.